# Amber Lancaster
Amber Leigh Lancaster (* 19. September 1980 in Tacoma, Washington) ist eine US-amerikanische Schauspielerin und Model. In Deutschland wurde sie vor allem als Jenny Swanson in der MTV-Serie The Hard Times of RJ Berger bekannt.

## Biografie
Lancaster wuchs als einziges Kind einer wohlhabenden Familie in Tacoma auf. Bereits mit sechs Jahren nahm sie an Talentshows teil, mit 18 wurde sie Miss Washington Teen 1998. Von 1999 bis 2004 war sie Cheerleader bei den Sea Gals, einem Cheerleader-Team aus Seattle, bis sie nach Los Angeles zog, um sich ihrer Schauspiel- und Modelkarriere zu widmen. In Deutschland war sie in der Männerzeitschrift Maxim zu sehen. Einer großen Öffentlichkeit wurde sie als Jenny Swanson in der Comedy-Fernsehserie The Hard Times of RJ Berger bekannt, die von 2010 bis 2011 auf MTV ausgestrahlt wurde. Lancaster hatte weitere Auftritte in den Fernsehserien Community, CSI: Miami sowie in der Seifenoper Reich und Schön.

## Filmografie
- 2007: Redline (Film)
- 2007: Zeit der Sehnsucht (Days of Our Lives, Folge 10.663)
- 2008: My Own Worst Enemy (Folge 1x01)
- 2009: Entourage  (Folge 6x11)
- 2010: Community (Folge 2x03)
- 2010–2011: The Hard Times of RJ Berger (24 Folgen)
- 2011: CSI: Miami (Folge 10x05)
- 2011: Reich und Schön (The Bold and the Beautiful, 2 Folgen)
- 2012: Just My Luck (Kurzfilm)